# 高倉永季
高倉 永季（たかくら ながすえ）は、南北朝時代の公家。正三位・冷泉永経の玄孫。長門守・冷泉範賢の次男。官位は従二位・参議。半家・高倉家の祖。

## 経歴
北朝にて蔵人・中務大輔・弾正大弼を歴任。有職故実に通じ、特に家職の衣紋道を受け継いで衣紋の調進を掌って、山科家と双璧をなした。衣紋道における功労により永和4年（1378年）従三位に叙せられ公卿に列した。
のち、宮内卿・兵部卿を務める一方で、永徳3年（1383年）正三位、至徳4年（1387年）従二位と昇進している。
明徳3年（1392年）2月参議に任ぜられ、長良流としては中納言・藤原文範以来約400年ぶりに議政官となった。同年2月8日に出家、最終官位は参議従二位。2月18日薨去。享年55。

## 官歴
『諸家伝』による。
- 時期不詳：蔵人。中務大輔。左京大夫[2]。弾正大弼
- 永和4年（1378年） 5月2日：従三位
- 永徳元年（1381年） 12月24日：宮内卿
- 永徳3年（1383年） 正月5日：正三位
- 永徳4年（1384年） 3月23日：兵部卿
- 至徳4年（1387年） 正月6日：従二位
- 明徳3年（1392年） 2月5日：参議。2月8日：出家（参議従二位）。2月18日：薨去

## 系譜
『尊卑分脈』による。
- 父：冷泉範賢
- 母：不詳
- 妻：藤原光綱の娘
  - 男子：高倉永行
  - 男子：高倉永俊
  - 男子：玄永
- 生母不詳の子女
  - 女子：
  - 女子：